# Pawłówek (województwo kujawsko-pomorskie)
Pawłówek – wieś w Polsce położona w województwie kujawsko-pomorskim, w powiecie bydgoskim, w gminie Sicienko.

## Podział administracyjny
W latach 1975–1998 miejscowość położona była w województwie bydgoskim.

## Demografia
Według Narodowego Spisu Powszechnego (III 2011 r.) miejscowość liczyła 535 mieszkańców. Jest ósmą co do wielkości miejscowością gminy Sicienko.

## Nazwa
Pod zaborem pruskim miejscowość nosiła nazwę Pawlowke, w roku 1941 Paulsdorf, a w latach 1942–1945 Paulshöfen.

## Historia

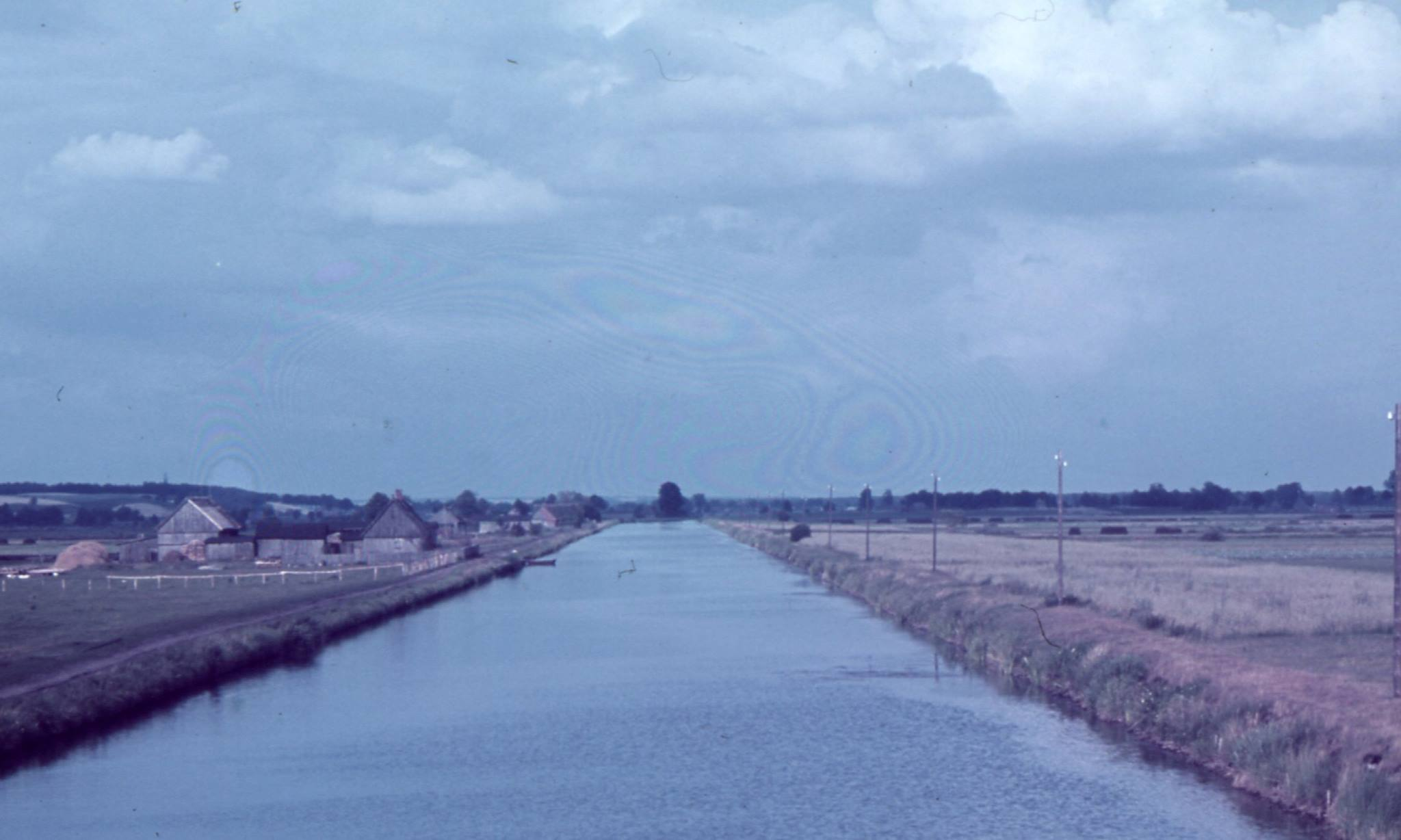
Nieistniejące już gospodarstwa nad kanałem w 1944 roku.

W połowie XVII wieku wieś należała do Melchjora Krusińskiego. Po jego śmierci Pawłówek i Kruszyn otrzymała w spadku jego córka Anna Krusińska, która wyszła za mąż za Ludwika Lewalta Jezierskiego herbu Rogala. Małżeństwo zrzekło się w 1642 roku dóbr Kruszyn i Pawłówek na rzecz Świętosława Orzelskiego herbu Dryja, syna Aleksandra Orzelskiego. Następnie wieś należała do rodu Bnińskich. Pod koniec XVIII wieku wieś należała do Bzowskich, Kruszewskich i Sadowskich. Pod koniec XIX wieku właścicielem posiadłości był Carl Theodor Berendt, syn gdańskiego lekarza Georga Carla Berendta oraz rodzina Neukirch. W latach 20. XX wieku właścicielem był Robert Berendt. Na terenie wsi zlokalizowany jest nieczynny cmentarz ewangelicki.
Niedaleko istniał folwark zwany początkowo Prondy później Prondy-Mühle (Prądy-młyn). Pod koniec XVIII wieku folwark ten należał do Józefa Korytowskiego – byłego biskupa sufragana archidiecezji gnieźnieńskiej.